# 모이라 오페이

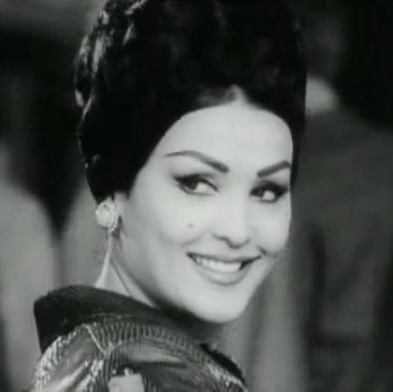

모이라 오페이(Miranda Orfei, 1931년 12월 21일 ~ 2015년 11월 15일)는 이탈리아의 영화배우이다.
브레시아에서 사망하였다. 사인은 뇌졸중이다.

## 영화
- 여인의 향기 (1974년) - 미르카 역
- 검투사 포세이돈 (1964년)
- 프리토리아 정복 (1964년)
- 우르수스 (1961년) - Attea 역
- 아틀라스 어게인스트 더 사이크롭스 (1961년)